# Руско национално единство
Руско национално единство (или съкратено: РНЕ) е руска неонацистка паравоенна организация, основана от Александър Баркашов през 1990 година.